# 시오자와 카네토
시오자와 카네토(일본어: 塩沢 兼人, しおざわ かねと, 1954년 1월 28일 ~ 2000년 5월 10일)는 일본의 남성 성우이다. 아오니 프로덕션 소속이였다. 도쿄도 출신.

## 사후
2000년 5월 9일 오후 4시경, 자택 계단에서 굴러 떨어져, 머리를 크게 다쳤다. 본인도 「괜찮다」라고 말하고 있었지만, 오후 10시경에 상태가 급격하게 나빠지자 의식불명 상태로 병원으로 이송되었고 다음날 12시 54분경에 급성 뇌출혈의 원인으로 결국 사망하였다.

## 출연작품

### TV 애니메이션
1975년
- 잇큐씨 - 사다아키, 후지와라 히데아키, 여행인, 요시미츠의 신하 상인, 오가타로쿠스케, 코우에츠
- 타임보칸 - 왕자, 이키키
- 무당벌레의 노래 - 변두리 마을 남쪽 팀원

1976년
- 도카벤 - 야마구치, 쿠니사다 츄지, 하야부사 하시루, 학생 A, 유키무라, 이와키의 형, 히가시, 역무원, 카츠라야마
- 브로커 군단 머신 블래스터 - 선원, 부하 연구원, 의료진, 군인, 남자 1, 아나운서, 군사, 모그르 병사, 기타 의료진, 부기장, 선원A

1977년
- 일발 칸타군 - 토바세 지로
- 이상한 나라의 폴 - 목 사냥꾼, 기사 C, 톰, 카니 케이
- 얏타맨 - 고객, 젬스, 왕자 B, 조감독, 남자, 하인, 하시레메도스, 나니

1978년
- 과학닌자대 갓챠맨 II - 샘
- 보물섬 - 마을 사람, 히토사라이
- 미래소년 코난 - 대원
- 하이카라씨가 간다 - 하치마키, 제자 A, 조연들, 남자, 보초, 청년 신사, 제자, 야쿠자, 부하, 군인
- 초원의 샬로트 - 하인

1979년
- 젠더맨 - 살라딘 왕자, 크누트, 마사이, 조지, 베레로혼, 아킬레스
- 도라에몽 - 누마타
- 기동전사 건담 - 마 쿠베, 클램프, 스텟치, 솔, 오무루 · 항그, 존 · 존, 발로, 후무라우, 마커 클랜, 캠 런 블룸
- 힘내라! 우리들의 히트 앤드 런 - 히코마루
- 은하철도 999 - 시리우스, 스나야마 타케시, 비나, 메무
- 배너의 모험 - 남자
- 꽃의 아이 룬룬 - 마테우스, 루키노
- 과학모험대 탠서 5 - 젊은이 A
- 베르사이유의 장미 - 샤를
- 더★울트라맨 - 대원, 미나미다의 조수, 직원, 데스 플라워한테 먹히는 남자, 과학자 A

1980년
- 우주전사 발디오스 - 마린 레이건
- 우주전함 야마토 Ⅲ - 반도 헤이지
- 톰 소여의 모험 - 오스카
- 닐스의 모험 - 시라토리, 스폿
- 타임패트롤대 오타스케맨 - 코페르, 로렌스, 통신원
- 터무니없는 전사 무테킹 - 고로
- 무적로보 트라이더 G7 - 코야마 선생
- 마법소녀 라라벨 - 츠바키모리 남편
- 낚시광 삼페이 - 이이다, 오오하시, 케이치, 킨노스케
- 전설거신 이데온 - 이라 죠리버, 내레이션
- 푸 문 - 로크

1981년
- 메챳코 도타콘 - 타카오, 불량 청소년, 세코 선수, 조수 순경, 사회자, 버스 운전사, 영화관 관객, 놋포, P메카 1
- 멍멍 삼총사 - 아라미스
- 전국마신 고쇼군 - 레오나르도 메디치 분돌
- 은하선풍 브라이거 - 키도 죠타로
- 헬로! 샌디벨 - 마크 = 브런치 = 웰링턴
- 젊은 초원의 4자매 - 윌리엄, 조지
- 타이거 마스크 II세 - 이시마츠 기자
- 태양의 엄니 다그람 - 로일 카심
- 얏토뎃타맨 - 에피메테우스, 사루토비 사루케
- 우리는 만화가 토키와 장 이야기 - 츠노다 지로
- 마잇칭구 마치코 선생님 - 후쿠오카 선생, 카고시마 선생
- 명견 죠리 - 기옴 선생
- 하니하니의 멋진 모험 - 로미노
- 대쉬 캇페이 - 쿠로키 카즈야

1982년
- 장난꾸러기 신 이야기 코로코로 포론 - 페르세우스, 에리시쿠톤, 아이아네스
- 안드로메다 스토리즈 - 아크
- 은하열풍 박싱거 - 빌리 더 샷, 카멘 18세
- 아사리쨩 - 프란시스, 야마카와군
- 기갑함대 다이라가XV - 침
- 두근두근 투나잇 - 죠
- 파타리로 - 양파, 방코랭의 부하, 라디오 해설자, 마스터 원의 가드, 타임 패트롤 일원, 한스, 에디슨, 스위스제 알람시계, 공항 경비대원, 중계소 C의 통신사, 요한, 사쿠라기 이치로, CIA 사냥꾼
- 마경전설 아크로번치 - 라리
- 더 카보챠 와인 - 타하라 마사히코, 남자
- 내 청춘의 아르카디아 무한궤도 SSX - 병사
- 역시 사루토비 - 톤드론
- 신 꿀벌 마야의 모험 - 카르
- 전투메카 자붕글 - 아더 랭크

1983년
- 사랑해 나이트 - 히가시노 에이지
- 미래경찰 우라시맨 - 루드비히
- 미유키 - 무라키 요시오
- 나인 - 쿠라하시 에이지
- 은하질풍 사스라이거 - 록 언록
- 타임슬립 0000년 프라임 로즈 - 타로
- 스톱!! 히바리군! - 우미우시 분타, 카와하나 히로, 모리타 켄사쿠
- 프라레스 산시로 - 무라오 신지
- 특장기병 돌바크 - 고메스
- 나나코 SOS - 나나오
- 캣츠 아이 - 켄
- 컴퓨터 여행 탐정단 - 신의 사자

1984년
- 근육맨 - 제로니모, 스크류 키드
- Gu-Gu 간모 - 사이고 토시미츠
- 코알라 보이 콧키 - 웨저
- 소우야 이야기 - 유우지
- 비디오전사 레자리온 - 토미
- 두 타카 - 토죠 타카
- 몽전사 윙맨 - 쿠로츠
- 잘부탁해 메카독 - 하야세
- 란포 - 야스 남편
- 리틀 엘 시드 의 모험 - 마르틴

1985년
- 푸른 유성 SPT 레이즈너 - 루 카인
- 악마섬의 프린스 세 눈이 간다 - 키도
- 터치 - 쿠로키 타케시
- 만화 일본사 - 도요토미 히데요리, 마미야 린조
- 북두의 권 - 샘, 레이
- 초수기신 단쿠가 - 시바 료
- 프로골퍼 사루 - 변기(変奇) 프로
- 하이스쿨 기면조 - 모노호시 다이, 축구 부원, 마츠다 히로유키, 이로오토코

1986년
- 우주선 사지타리우스 - 피카손
- 게게게의 키타로 3기 - 여우 B, 타카시, 스기사쿠, 이쥬인, 우치다
- 생도제군! 마음에 녹색의 네커치후를 - 타무라 료이치
- 세인트 세이야 - 블랙 안드로메다, 아리에스 무우
- 드래곤볼 - 남, 천룡
- 하트 칵테일 - 그
- 머신로보 크로노스의 대역습 - 트림 스펜서
- 메이플 타운 이야기 - 돌리 캣츠, 안드레
- 원더히트S - 즈다 장군

1987년
- 에스퍼 마미 - 산토스
- 하는김에 얼뜨기 - 중 동풍
- 시티헌터 - 코엔회 두목
- 변덕쟁이 오렌지 로드 - 마츠오카 선생, 선생 A
- 햇살이 좋아 - 미키모토 신
- 가면의 닌자 아카카게 - 코즈키 카스미마루

1988년
- 우루세이 야츠라 5 완결편 - 루파
- 키테레츠 대백과 - 필리피데스, 조니, 테드, 와카즈키
- 날아라 호빵맨 - 칫솔맨(초대), 쿠마타(초대)
- 시티헌터 2 - 톰, 타카시
- 초음전사 보그맨 - 바구베루스
- 트랜스포머 초신 마스터포스 - 연락 방어 전사 로드킹
- 빅쿠리맨 - 일각 킹
- 비밀의 아코짱 - 토키히사 선생
- 네 앗코입니다 - 사카모토 준이치
- 맛의 달인 - 마야마 고이치, 아오야마 기자
- 하는 김에 얼치기 - 츈 톤푸

1989년
- 왕괴짜 돈만이 - 은행 강도
- 신 빅쿠리맨 - 베리 오즈
- 데즈카 오사무 이야기 나는 손오공 - 삼장법사
- 비리이누 뭐든지 상회 - 청년

1990년
- 신비한 바다의 나디아 - 네오 이콘 에피파네스
- 웃는 세일즈맨 - 노미야 신조

1991년
- 도로롱팟 - 미카엘
- 시티헌터'91 - 강도

1992년
- 아빠는 요리사 - 토오루의 아버지
- 야다몽 - 엔리코, 요정왕
- 보이프렌드 - 타카토 마사오

1993년
- 배틀 스피리츠 용호의 권 - 존 클로리
- 미라클 걸즈 - 쿠라시게 히데아키
- 용자특급 마이트가인 - 마보쟌
- 미소녀 전사 세일러 문 R - 프린스 데이먼드

1994년
- 푸른 전설의 슛 - 루디 에릭(2대)
- 크레용 신짱 - 부리부리자에몽(초대)
- 츠요시 정신차려 - 미나모토노 요시이에
- 마법기사 레이어스 - 우미 아빠
- 레드바론 - 유공명

1995년
- 공상과학세계 걸리버보이 - 쥬드
- 스트리트 파이터 2 V - 발로그

1996년
- 쾌걸 조로 - 베리알
- 천공의 에스카플로네 - 존기
- 버추어 파이터 - 가오우

1997년
- 소년탐정 김전일 - 사야마 쿄지
- 게게게의 키타로 4기 - 선배, 라쿠샤사, 사신
- 드래곤볼 GT - 삼성장군
- 초마신영웅전 와타루 - 검부 아라고드, 루멘
- 마하 GoGoGo - 핸들러

1998년
- LEGEND OF BASARA - 아게하
- DT 에이트론 - 이젠트 백작
- 사일런트 뫼비우스 - 가놋사 맥시밀리언
- 비밀의 아코짱 - 괴도 후쿠미미
- 열화의 염 - 마겐샤
- 유희왕 - 샤디

1999년
- 디지몬 어드벤처 - 데블몬
- 성계의 문장 - 도사뉴
- 마이크로맨 - 데몬 그린
- 체포하겠어 - 키타코지 쿄
- 명탐정 코난 - 시라토리 닌자부로(초대)
- 몬스터팜 - 가리

2000년
- 왕부리 팅코 - 니라미 교육감(초대)
- 성계의 전기 - 도사뉴
- 게이트 키퍼즈 - 후쿠오카 야스타카
- 어둠의 인형사 사콘 - 잇시키 세이지

### OVA
1984년
- BIRTH - 쥬노벨 킴

1985년
- 에어리어88 - 카자마 신
- 가루이자와 신드롬 - 아이자와 코우헤이
- 장갑기병 보톰즈 더 라스트 레드 숄더 - 바이만 해거드
- 싸워라! 이쿠사1 - 서 바이올렛, 빅 골드
- 뱀파이어 헌터 D - D
- 호왓츠 마이클
- 메가존 23 - B・D

1986년
- 푸른 유성 SPT 레이즈너 - 루 카인
- 활극소녀 탐정단
- 캘리포니아 크라이시스 추격의 총화 - 잭 봐로
- 쇼난 폭주족 - 이시카와 아키라
- 초수기신 단쿠가 잃어버린 자들을 위한 레퀴엠 - 시바 료
- 델파워 X 폭발 미라클 원기!! - 차리요어구인
- 메가존 23 PART II 비밀 주・세・요 - B・D
- 루츠 서치 식심물체 X - 스콧트

1987년
- 바람과 나무의 시 - 오귀스트 보우
- 쇼난 폭주족 - 에구치 요스케
- 헬 타겟 - 장 먀우라
- 전국기담 요도전 - 모리 란마루
- 초수기신 단쿠가 GOD BLESS DANCOUGA - 시바 료
- TWD EXPRESS ROLLING TAKEOFF - 울프 듀크 스턴
- TO-Y - 토이
- 불새/우주 편 - 키사키
- 로봇 카니발 메이지 꼭두각시 문명 기담 - 덴지로

1988년
- 악마의 신부 난초 모음곡 - 오오바시 요
- 학원 심부름 센터 시리즈 앤티크 하트 - 마츠다
- 흡혈희 미유 - 라바
- 은하영웅전설 - 파울 폰 오베르슈타인
- Crying 프리먼 - 타테오카 쵸코
- 명왕계획 제오라이머 - 사이가
- 도쿄 바이스 - 나가레야마 아키라
- 마돈나 불꽃의 티쳐 - 다이고

1989년
- 지구인 - 아시노 박사
- 어셈블 인서트 - R 타나카 이치로
- ARIEL - 아바루트 하우저
- 적은 해적 ~고양이들의 향연~ - 헤르베르트 카츠
- 풍마의 코지로 - 요스이
- 요마 - 마로
- 초수기신 단쿠가 백열의 종장 - 시바 료

1990년
- 아리즈 신화의 성좌궁 - 제우스
- 가루라 춤추다! - 켄 모치사
- 사이버시티 오에도 808 - 벤텐(메릴 야나기가와)
- 천외마경 지라이야 아련함 이상 - 오로치마루
- 트랜스포머 Z - 공격 참모 소닉 봄버

1991년
- 제도물어 - 타츠미야 요이치로
- 궁극초인 R - R 타나카 이치로
- 어둠의 사법관 저지 - 오오마 호이치로

1992년
- 아이노 쿠사비 - 이아손 밍크
- 우시오와 토라 - 츠부라
- 카멜레온 - 시이나 유우지
- 기신병단 - 한스 링겔
- 환상서담 엘시아 - 펠키스
- D-1 DEVASTATOR - 유리 츠보레프
- NEW 드림 헌터 레무 살육의 몽환 미궁 - 줄리안

1993년
- 아르슬란 전기 - 나르사스
- 가면라이더 SD - 섀도 문
- 드래곤 하프 - 로자리오
- 마물 헌터 요코 3 - 미류
- MINKY MOMO IN 꿈에 걸리는 다리 - 대학생

1994년
- GATCHAMAN - 베르크 캇체
- 그래플러 바키 - 시노기 고쇼
- 유환괴사 - 나카스기 토오루

1995년
- 신 해저군함 - 카게야마 미츠구(부장 시절)
- 인간혁명 - 야마모토 신이치
- Lesson XX - 마사토

1996년
- 슬레이어즈 스페셜 - 비스타
- 투신전 - 듀크 바루테루미 램버트
- 마스터 모스키튼 - Dr. 슈뢰딩거

1997년
- AIKa - 루돌프 하겐
- 전뇌전대 부기스 엔젤 - 레온 쿠가

1998년
- 화소의 달 ~추광언~ - 몬칸
- 지배자의 황혼 TWILIGHT OF THE DARK MASTER - 쿠도
- 마계 전생 - 타미야 보타로

1999년
- 사춘기 미소녀 합체 로보 지마인 - 사령관

2000년
- 안젤리크: 하얀 날개의 메모와르 - 어둠의 수호성 클라비스

### 극장판 애니메이션
1980년
- 불새 2772 사랑의 코스모존 - 고도

1981년
- 우주전사 발디오스 - 마린 레이건
- 기동전사 건담 - 오무루 · 항그, 마 쿠베
- 여름으로의 문 - 가브리엘

1982년
- 전국마신 고쇼군 - 레오나르도 메디치 분돌
- 전설거신 이데온 - 이라 죠리버
- 내 청춘의 아르카디아

1983년
- 환마대전 - 에다 시로
- 자붕글 그래피티 - 아더 랭크
- 나인 오리지널판 - 쿠라하시 에이지
- 프로야구를 10배 재미있게 보는 방법 - 키도
- 만화 이솝이야기 - 젊은 개미

1984년
- 솜의 별나라 - 고양이 매니아
- 소년 케니야 - 와카기

1985년
- 전국마신 고쇼군 시간의 이방인 - 레오나르도 메디치 분돌
- 카무이의 검 - 신고
- Gu-Gu 간모 - 사이고 토시미츠
- 근육맨 역습! 우주의 숨은 초인 - 제로니모
- 근육맨 화려한 차림! 정의초인 - 제로니모

1986년
- 근육맨 뉴욕 위기일발! - 제로니모
- 근육맨 정의초인 VS 전사초인 - 제로니모
- 북두의 권 - 레이
- 터치 등번호 없는 에이스 - 쿠로키 타케시
- 하이스쿨 기면조 - 모노호시 다이
- 프로골퍼 사루 슈퍼 GOLF 월드에 도전! - 변기(変奇) 프로
- RUNNING BOY 스타 솔저의 비밀 - 노모토 카츠히코

1987년
- 바츠&테리 - 이치몬지 테루
- 짖어라! 붕붕 - 보스 개
- 루팡 3세 풍마일족의 음모 - 이시카와 고에몽

1988년
- 시끌별 녀석들 완결편 - 루파
- 은하영웅전설 -우리가 정복하는 건 별의 대해- - 파울 폰 오베르슈타인
- 돌격!! 남자훈련소 - 서 로얄 3세
- 햇살이 좋아 KA · SU · MI 꿈속에 네가 있었어 - 미키모토 신
- 피효로 일가 알현! - 리샤

1989년
- 울트라맨 USA - 마크 왓킨스
- 갤러그 HYPER-PSYCHIC-GEO GARAGA - 랜디
- 비너스 전기 - 도나
- 세인트 세이야 최종성전의 전사들 - 아리에스 무우

1990년
- CAROL - 클라크 맥스웰

1991년
- 아르슬란 전기 - 나르사스
- 란마 1/2 중국 침곤륜 대결전 - 키린

1992년
- 아르슬란 전기 2 - 나르사스

1994년
- 스트리트 파이터 2 무비 - 발로그
- 크레용 신짱 부리부리 왕국의 보물 - 샐리

1996년
- 크레용 신짱 핸더랜드의 대모험 - 부리부리자에몽
- 도라에몽 노비타와 은하초특급 - 보먼

1997년
- 크레용 신짱 암흑 마왕 대추적 - 라벤더
- 게게게의 키타로 요괴특급! 환상의 기차 - 흡혈귀
- 슬레이어즈 - 그라니온의 측근
- 도라에몽 노비타의 태엽도시 모험기 - 토마스 메디슨
- 명탐정 코난: 시한장치의 마천루 - 시라토리 닌자부로
- 마법 학원 LUNAR! - 멤피스

1998년
- 명탐정 코난: 14번째 표적 - 시라토리 닌자부로
- 크레용 신짱 돼지발굽 대작전 - 부리부리자에몽

1999년
- 크레신 파라다이스! 메이드 인 사이타마 - 부리부리자에몽
- 크레용 신짱 폭발! 온천 부글부글 대작전 - 부리부리자에몽
- 명탐정 코난: 세기말의 마술사 - 시라토리 닌자부로

2000년
- 명탐정 코난: 눈동자 속의 암살자 - 시라토리 닌자부로

### 게임
2001년 이후의 출연 작품은 모두 생전의 수록 음성을 사용한 라이브러리 출연.
1989년
- 천외마경 ZIRIA(오로치마루)

1991년
- 바리스IV(갈기아)
- 울티마6 거짓 예언자 (척스) ※FM TOWNS판
- 이그자일 시간의 틈새로 (새들러)
- 두뇌도시 OEDO808 짐승의 속성 (벤텐〈메릴·야나가와〉)
- 설피스 (에릭 윌리엄스, 내레이션) ※메가 CD 버전
- 다운로드2(시드)
- 드래곤 나이트 III(내레이션) ※PC 엔진판
- 브라이 팔옥의 용사 전설 (환좌경)
- 랑그릿사(보젤)

1992년
- 에그자일II 사념의 사상(서들러)
- 스타컨트롤II(아리로우랄라레이, 뿌캉크, 스팍스, 예핫, 메르놈, 쇼픽스티)
- 스내처(랜덤 하지르, 엘리아 매드너, 이반 로드리게스)
- 스프리건 mark 2 (마비 대위)
- 드래곤 슬레이어 영웅 전설II (플래드) ※PC 엔진판
- 드래곤 나이트 II(내레이션) ※PC 엔진판
- BABEL(제리코, 밀랄바)
- 브라이 II 어둠 황제의 역습 (겐자쿄)

1993년
- 천외마경 풍운 순무리전 (오로치마루)
- 천사의 시II 타천사의 선택 (라미엄)
- 데바스테이터(유리 투볼레프)

1994년
- 에메랄드 드래곤 (오스트라콘) ※PC 엔진판, SFC판
- 바람의 전설 자나두(누스)
- CAL3 완결편(내레이션) ※ PC 엔진판
- 기동전사 건담 EX REVUE (마쿠베)
- 스트라이더 비룡(비룡) ※PC 엔진판
- 설모나주(실버)
- 드래곤 나이트 & 그래피티(내레이션)
- 말랑말랑 CD(마미)
- BLOOD GEAR (라크 에틴 바우어)
- 폴리스 노트(토니 레드우드)
- 랑그릿사II(보젤)

1995년
- 안젤리크 Special (어둠의 수호성 클라비스)
- 바람의 전설 자나두II (누스)
- 기동전사 건담 (마쿠베) ※ 세가 새턴판
- 검정 단장 (모리마츠 토시아키)
- 더블 드래곤(지미 리, 아몬)
- 테일즈 오브 판타지아(다오스)
- 천외마경 진전 (오로치마루)
- 투신전 S(듀크 발테르미 램버트)
- 투신전2(듀크 발테르미 램버트)

1996년
- 안젤리크 Special2 (어둠의 수호성 클라비스)
- 기동전사 건담 ver. 2.0 (잡.전 [40], 마쿠베, 멀리건 [40])
- 은하 영웅 전설 (파울 폰 오버슈타인) ※ 세가 새턴판
- 코브라 더 슈팅(집시 도그)
- 신슈퍼로봇대전 (사마 료, 르 카인)
- 스트리트 파이터 EX (카이리)
- 투신전3(듀크 발테르미 램버트)
- BS드래곤퀘스트
- NOT TREASURE HUNTER(칼미스 위시번)
- 파랜드스토리 FX(디바)
- 말랑말랑 CD통 (마미, 후후)
- 마지쿠루
- 라스트 브롱크스 도쿄 번외지 (이나가키 다케시)
- 랑그릿사III(아르테뮐러, 파울)

1997년
- 은하 영웅 전설 PLUS (파울 폰 오버슈타인)
- 그랑스트림 전기(슬레이저)
- 검정 단장 (모리마츠 토시아키) ※세가 새턴판
- 샤이닝 포스 III 시나리오 1 왕도의 거신 (눈)
- 사립 저스티스 학원 LEGION OF HEROES (기노 우박[41])
- 슈퍼로봇대전 F (레오나르도 메디치 분돌, 시바 료)
- 드래곤나이트4 (루쉬폰, 네크라맨서)
- 열사의 행성(죠)
- 퍼즐 AT(듀크 발테르미 램버트)
- 파랜드 스토리~ 네 개의 봉인~ (흑기사, 디바)
- 페다2 화이트=서지 더 플래툰(하베이 윈스턴)
- 랭글리서IV(어둠의 왕자 보젤)
- 마법학원 LUNAR! (멤피스)

1998년
- 안젤리크 천공의 진혼가 (어둠의 수호성 크라비스)
- SD 건담 GGENERATION(1998년 - 2001년, 마쿠베 <무지 - F>, 브랜드 프리즈 <F>) - 4작품
- 낙오 게임 하자! 전격 컨스트럭션(박사)
- 화성이야기(키위 25세)
- 기동전사 건담 기렌의 야망 (마쿠베)
- GUILTY GEAR (자토=ONE, Dr. 볼드헤드)
- 은하 영웅 전설 (파울 폰 오버슈타인) ※ PlayStation 버전
- 샤이닝 포스 III 시나리오 2 노렸던 신자 (눈)
- 샤이닝 포스 III 시나리오 3 빙벽의 사신궁(눈, 아로간트)
- 슈퍼로봇대전 F 완결편 (마쿠베, 이라 졸리바, 레오나르도 메디치 분돌, 사마량)
- 쭉 함께 (산조 마코토, 에비하라 켄이치)
- 스트리트 파이터 EX2 (카이리, 발로그)
- 초마신영웅전 와타루 ANOTHER STEP(검부 아라고토)
- 투신전 카드 퀘스트(듀크 발테르미 램버트)
- 무지개색 트윙클 ~ 빙글빙글 대작전~ (닥스)
- 판타스틱 포춘(시온 카이너스)
- 블랙 매트릭스(가이우스) ※ 세가 새턴판
- 메탈기어 솔리드 (사이보그 닌자 / 그레이 폭스)

1999년
- 사일런트 보머(베누아)
- 사립 저스티스 학원 열혈 청춘일기2 (기노우박)
- 슈퍼로봇대전 컴플리트 박스 (마쿠베, 레오나르도 메디치 분돌, 리쉐르 그레놀, 클램프, 카믈란 블룸)
- 투신전 묘수(듀크 바르텔미 램버트)
- 블랙 매트릭스 AD (가이우스) ※ 드림캐스트판
- 레전드 오브 드라군(멜부 프라마)

2000년
- RPG 츠쿨 2000 샘플 게임·신부의 관 (마왕)
- 기동전사 건담 길렌의 야망 지온의 계보 (막구배)
- G*UILTY GEAR X （ ザトー = ONE ）
- 결전(오오타니 요시츠구)
- 슈퍼로봇대전α (마쿠베, 클램프, 시바 료)
- 스트리트 파이터 EX3 (카이리, 발로그)
- 테일즈 오브 에타니아 (제쿤두즈)
- 펀치 마니아 북두의 권(레이)
- 펀치 마니아 북두의 권2 (레이)
- FAVORITE DEAR 순백의 예언자 (알베릭 크로이츠펠드)
- 블랙매트릭스+(가이우스) ※PlayStation판
- 북두의 권 세기말 구세주 전설(레이)
- 명탐정 코난 3명의 명추리 (시라토리 닌자부로)
- 타라! 저스티스 학원(기노우박)

2001년
- 슈퍼로봇대전α for Dreamcast (마쿠베, 클램프, 시바 료)
- 슈퍼로봇대전α외전 (사마 료)
- 메탈기어 솔리드2 (미스터X [출처])

2002년
- 슈퍼 로봇 대전 IMPACT (사마 료)
- 테일즈 오브 더 월드 역할놀이 던전 2
- 테일즈 오브 팬덤 Vol.1 (제큰두즈)

2003년
- 슈퍼 로봇 대전 Scramble Commander (사마 료)
- 제2차 슈퍼로봇대전α (레오나르도 메디치 분돌)

2004년
- 짱구는 못말려 폭풍우를 부르는 시네마랜드의 대모험!(브리자에몽)
- 슈퍼로봇대전GC(마쿠베, 사마량, 르카인, 클램프)

2005년
- 3차 슈퍼로봇대전 α 종언의 은하로 (이라 졸리바, 레오나르도 메디치 분돌, 사마량)
- 테일즈 오브 더 월드 역할놀이 던전 3

2006년
- 슈퍼로봇대전 XO (마쿠배, 사마량, 르 카인, 클램프)

2007년
슈퍼 로봇 대전 Scramble Commander the 2nd (사마 료)
2008년
- 짱구는 못말려 폭풍우를 부르는 시네마랜드 찰칵찰칵 대활극!
- 대난투 스매시 브라더스X(사이보그 닌자)
- 메탈기어 솔리드4(사이보그 닌자)

2011년
- 제2차 슈퍼로봇대전Z 파계편 / 재세편 (2011년 - 2012년, 시바 료) - 2작품

2013년
- 슈퍼로봇대전 Operation Extend (마쿠베, 사마량, 르가인)

2014년
- 짱구는 못말려 아라시를 부르는 카스카베 영화 스타즈!(브리브리자에몽)

2018년
- 슈퍼로봇대전 X-Ω (사마 료)
- 대난투 스매시 브라더스 SPECIAL (사이보그 닌자)